# Чи-Ён
Чи-Ён (англ. Chee-Yun, настоящее имя Ким Чи Ён, кор. 김지연; род. 1970, Сеул) — южнокорейская скрипачка.

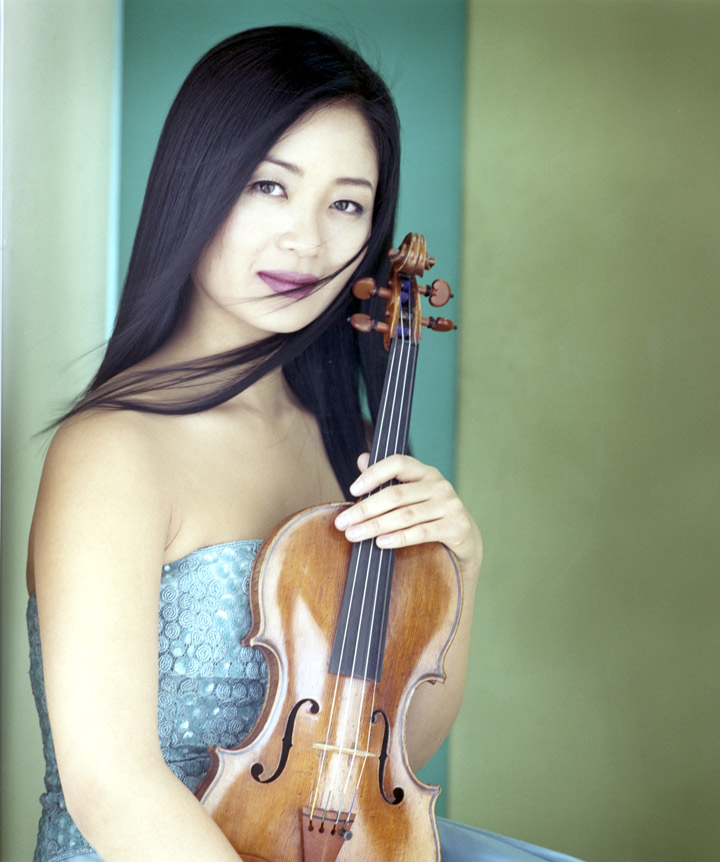

Выступала у себя на родине с восьмилетнего возраста. Училась у Ким Нам Ён. В 13 лет приехала в Нью-Йорк, где занималась в Джульярдской школе под руководством Дороти Делэй (скрипка) и Феликса Галимира (камерный ансамбль). В 1989 году выиграла конкурс Young Concert Artists, благодаря чему получила возможность выступить с дебютным концертом в Карнеги-холле. В 1990 г. была удостоена гранта для молодых исполнителей Премии Эвери Фишера.
В 1993 г. выпустила первый альбом, составленный из коротких виртуозных сочинений. В дальнейшем ею были записаны концерты Феликса Мендельсона, Анри Вьётана, Камиля Сен-Санса, Испанская симфония Эдуара Лало, сонаты Сен-Санса, Габриэля Форе, Сезара Франка, Клода Дебюсси, Кароля Шимановского. Особое признание получила осуществлённая Чи-Ён с Национальным симфоническим оркестром Польского радио под управлением Антония Вита запись Концерта для скрипки с оркестром № 2 («Метаморфозы») Кшиштофа Пендерецкого.
С 2007 г. профессор скрипки Южного методистского университета в Далласе.